# Parc d'attractions et animalier
Ne doit pas être confondu avec Parc de loisirs.
Un parc d'attractions et animalier est un parc de loisirs qui combine deux activités, celle d'un parc zoologique et celle d'un parc d'attractions. 
Quelques parcs de loisirs mettent en œuvre une juxtaposition équilibrée entre un parc d'attractions et un parc animalier si bien que les éléments des deux parties demeurent visuellement différenciés.

## Parc d'attractions animalier
Certains parcs zoologiques ou animaliers constituent en soi des attractions animalières. C'est notamment le cas en Floride où de tels parcs furent édifiés depuis la fin du XIXe siècle :
- Alligator Farm à Saint Augustine (1893),
- Monkey Jungle à Miami (1933),
- Parrot Jungle à Miami (1936), déplacé en 2003 sur Watson Island et renommé en 2007 Jungle Island,
- Marine Studios à Saint Augustine (1938),
- Serpentarium à Miami (1946-1984),
- Gatorland à Orlando (1949),
- Africa USA à Boca Raton (1953-1961),
- Seaquarium à Miami (1955),
- Lion Country Safari à Loxahatchee (1967).

## Parc à thème animalier
Un parc à thème animalier est une combinaison des éléments composant un parc d'attractions avec un parc zoologique ou un aquarium public (sur le thème des animaux, de la nature ou de la mer). Au cours de la seconde moitié du XXe siècle, plusieurs parcs à thème animaliers (ou marins) furent fondés en Amérique du Nord.
Ceux-ci incluent :
- Busch Gardens Tampa à Tampa (1959) en Floride,
- Marineland du Canada à Niagara Falls en Ontario, qui débuta en 1961 comme Niagara Game Farm,
- SeaWorld à San Diego (1963) en Californie,
- Six Flags Discovery Kingdom, qui débuta comme Marine World en 1968 à Redwood City puis devint Marine World Africa USA lors de son déplacement en 1986 à Vallejo, toujours en Californie,
- SeaWorld à Orlando (1973) en Floride,
- Six Flags Great Adventure à Jackson Township (1974) au New Jersey,
- Busch Gardens Williamsburg à Williamsburg (1975) en Virginie,
- SeaWorld à San Antonio (1989) au Texas,
- Disney's Animal Kingdom à Orlando (1998) en Floride.

Le « Royaume Animal » établi par la Walt Disney Company est un parc similaire à un parc safari en rapport à sa taille de 200 hectares, mais diffère en intention et en apparence car il contient beaucoup plus d'éléments de divertissement et d'amusement qu'un zoo classique, tels que des spectacles sur scène, des montagnes russes et des créatures mythiques.
En Europe, les principaux parcs d'attractions et animaliers en termes de fréquentation sont situés en Angleterre, au Royaume-Uni. À ceux-ci, sont également adjoints les principaux parcs d'Europe francophone :
- Bellewaerde à Ypres (1954) en Belgique (800 000 entrées en 2018)[1],
- Flamingo Land Theme Park & Zoo à Malton (1959) dans le Yorkshire du Nord (1 400 000 entrées en 2010)[2],
- Le Pal, à Dompierre-sur-Besbre (1973) en France (640 000 entrées en 2018)[3],
- Chessington World of Adventures à Chessington (1987) dans le Grand Londres (1 520 000 entrées en 2017)[4]